# ابن كرنيب
أبو العلاء بن أبي الحسين بن كرنيب. كان من أصحاب علوم التعاليم والهندسة، ذكره ابن النديم؛ وذكره أيضًا القفطي في ترجمة أخيه الحسين، وقال: إنه كان يتعاطى الهندسة أما أخوه المذكور، فكان في نهاية الفضل والمعرفة والاضطلاع بالعلوم الطبيعية.